# ゴールバーン川 (ニューサウスウェールズ州)
ゴールバーン川（ゴールバーンがわ、Goulburn River）は、オーストラリアニューサウスウェールズ州を流れる河川。ハンター川の支流である。マッジー東部に源を発し、東部デンマン近郊でハンター川に合流する。
1823年に、ウィリアム・ローソンにより探検された。名前は、1820年代のイギリス保守党員、ヘンリー・ゴールバーンに由来する。